# Proteázou aktivovaný receptor 2
Proteázou aktivovaný receptor 2 (PAR2), také známý jako koagulační faktor II (trombin) receptor-like 1 (F2RL1) nebo receptor spřažený s G proteinem 11 (GPR11) je protein, který je u lidí kódován F2RL1 genem. PAR2 reguluje zánětlivé reakce, obezitu, metabolismus a působí jako senzor proteolytických enzymů generovaných během infekce. U lidí najdeme PAR2 mimo jiné ve vrstvě stratum granulosum epidermálních keratinocytů. Funkční PAR2 je také exprimován několika imunitními buňkami, jako jsou eosinofily, neutrofily, monocyty, makrofágy, dendritické buňky, žírné buňky a T buňky .

## Gen
Gen F2RL1 obsahuje dva exony a je široce exprimován v lidských tkáních. Předpovídaná proteinová sekvence je z 83 % identická s myší receptorovou sekvencí.

## Mechanismus aktivace
PAR2 je členem velké rodiny receptorů, které se skládají ze sedmi transmembránových alfa-helixových domén a přiléhajících smyček, které se na vnitrobuněčné straně cytoplasmatické membrány spojují s proteiny vázajícími se na guanosin-nukleotid. PAR2 je také členem rodiny proteázou aktivovaných receptorů (PAR). PAR2 je aktivován několika různými endogenními a exogenními proteázami. Je aktivován proteolytickým štěpením jeho extracelulárního amino-řetězce mezi argininem a serinem. Nový exponovaný N-konec slouží jako upoutaný aktivační ligand, který se váže na konzervovanou oblast na druhé extracelulární smyčce (ECL2) a aktivuje receptor. (viz obrázek) 

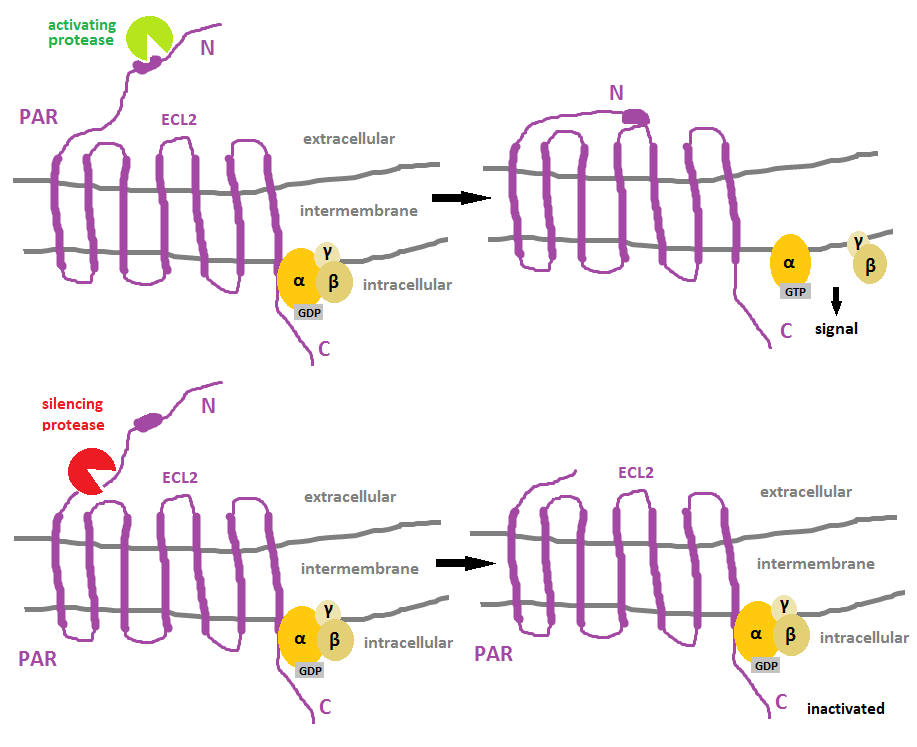
Aktivace vs. umlčení PAR

Tyto receptory mohou být také aktivovány neproteolyticky, exogenními peptidovými sekvencemi, které napodobují koncové aminokyseliny upoutaného aktivačního ligandu. Dále může docházet k ireverzibilnímu umlčení receptoru, pokud je receptor štěpen na místech, která nesouvisejí se signalizací. (viz obrázek)
Trypsin je hlavní proteáza štěpící PAR2, která iniciuje zánětlivou signalizaci. Bylo zjištěno, že i trombin ve vysokých koncentracích je schopen štěpit PAR2. Další proteázou štěpící PAR2 je tryptáza, hlavní proteáza žírných buněk, která proteolytickým štěpením PAR2 indukuje vápníkovou signalizaci a proliferaci. PAR receptory byly dále obecně identifikovány jako substráty kalikreinů, které souvisejí s různými zánětlivými a rakovinnými procesy. V případě PAR2 se jedná zejména o kalikrein-4, -5, -6 a -14. 

## Funkce
Existuje mnoho studií zabývajících se objasněním funkce PAR2 v různých buňkách a tkáních. V případě lidského parenchymu dýchacích cest a plic je PAR2 zodpovědný za zvýšenou proliferaci fibroblastů a zvýšení hladiny IL-6, IL-8, PGE2 a Ca2+. U myší se podílí na vazodilataci. Spolu s PAR1 je jeho deregulace také zapojena do procesů migrace a diferenciace rakovinných buněk.

## Agonisté a antagonisté
Pro PAR2 byli objeveni silní a selektivní agonisté a antagonisté.  

## Rozšiřující informace
- Kunzelmann K, Schreiber R, König J, Mall M. Ion transport induced by proteinase-activated receptors (PAR2) in colon and airways. Cell Biochemistry and Biophysics. 2003, s. 209–14. doi:10.1385/CBB:36:2-3:209. PMID 12139406. S2CID 5801308.
- Kawabata A. PAR-2: structure, function and relevance to human diseases of the gastric mucosa. Expert Reviews in Molecular Medicine. July 2002, s. 1–17. doi:10.1017/S1462399402004799. PMID 14585156.
- Bushell T. The emergence of proteinase-activated receptor-2 as a novel target for the treatment of inflammation-related CNS disorders. The Journal of Physiology. May 2007, s. 7–16. doi:10.1113/jphysiol.2007.129577. PMID 17347265.
- Nystedt S, Emilsson K, Larsson AK, Strömbeck B, Sundelin J. Molecular cloning and functional expression of the gene encoding the human proteinase-activated receptor 2. European Journal of Biochemistry. August 1995, s. 84–9. doi:10.1111/j.1432-1033.1995.tb20784.x. PMID 7556175.
- Santulli RJ, Derian CK, Darrow AL, Tomko KA, Eckardt AJ, Seiberg M, Scarborough RM, Andrade-Gordon P. Evidence for the presence of a protease-activated receptor distinct from the thrombin receptor in human keratinocytes. Proceedings of the National Academy of Sciences of the United States of America. September 1995, s. 9151–5. doi:10.1073/pnas.92.20.9151. PMID 7568091. Bibcode 1995PNAS...92.9151S.
- Nystedt S, Emilsson K, Wahlestedt C, Sundelin J. Molecular cloning of a potential proteinase activated receptor. Proceedings of the National Academy of Sciences of the United States of America. September 1994, s. 9208–12. doi:10.1073/pnas.91.20.9208. PMID 7937743. Bibcode 1994PNAS...91.9208N.
- Mirza H, Yatsula V, Bahou WF. The proteinase activated receptor-2 (PAR-2) mediates mitogenic responses in human vascular endothelial cells. The Journal of Clinical Investigation. April 1996, s. 1705–14. doi:10.1172/JCI118597. PMID 8601636.
- Bohm SK, Kong W, Bromme D, Smeekens SP, Anderson DC, Connolly A, Kahn M, Nelken NA, Coughlin SR, Payan DG, Bunnett NW. Molecular cloning, expression and potential functions of the human proteinase-activated receptor-2. The Biochemical Journal. March 1996, s. 1009–16. doi:10.1042/bj3141009. PMID 8615752.
- Böhm SK, Khitin LM, Grady EF, Aponte G, Payan DG, Bunnett NW. Mechanisms of desensitization and resensitization of proteinase-activated receptor-2. The Journal of Biological Chemistry. September 1996, s. 22003–16. doi:10.1074/jbc.271.36.22003. PMID 8703006.
- Kahn M, Ishii K, Kuo WL, Piper M, Connolly A, Shi YP, Wu R, Lin CC, Coughlin SR. Conserved structure and adjacent location of the thrombin receptor and protease-activated receptor 2 genes define a protease-activated receptor gene cluster. Molecular Medicine. May 1996, s. 349–57. doi:10.1007/BF03401632. PMID 8784787.
- Molino M, Barnathan ES, Numerof R, Clark J, Dreyer M, Cumashi A, Hoxie JA, Schechter N, Woolkalis M, Brass LF. Interactions of mast cell tryptase with thrombin receptors and PAR-2. The Journal of Biological Chemistry. February 1997, s. 4043–9. doi:10.1074/jbc.272.7.4043. PMID 9020112.
- Howells GL, Macey MG, Chinni C, Hou L, Fox MT, Harriott P, Stone SR. Proteinase-activated receptor-2: expression by human neutrophils. Journal of Cell Science. April 1997, s. 881–7. PMID 9133675.
- D'Andrea MR, Derian CK, Leturcq D, Baker SM, Brunmark A, Ling P, Darrow AL, Santulli RJ, Brass LF, Andrade-Gordon P. Characterization of protease-activated receptor-2 immunoreactivity in normal human tissues. The Journal of Histochemistry and Cytochemistry. February 1998, s. 157–64. doi:10.1177/002215549804600204. PMID 9446822.
- Guyonnet Dupérat V, Jacquelin B, Boisseau P, Arveiler B, Nurden AT. Protease-activated receptor genes are clustered on 5q13. Blood. July 1998, s. 25–31. doi:10.1182/blood.V92.1.25.413k41_25_31. PMID 9639495.
- Steinhoff M, Corvera CU, Thoma MS, Kong W, McAlpine BE, Caughey GH, Ansel JC, Bunnett NW. Proteinase-activated receptor-2 in human skin: tissue distribution and activation of keratinocytes by mast cell tryptase. Experimental Dermatology. August 1999, s. 282–94. doi:10.1111/j.1600-0625.1999.tb00383.x. PMID 10439226.
- Takeuchi T, Harris JL, Huang W, Yan KW, Coughlin SR, Craik CS. Cellular localization of membrane-type serine protease 1 and identification of protease-activated receptor-2 and single-chain urokinase-type plasminogen activator as substrates. The Journal of Biological Chemistry. August 2000, s. 26333–42. doi:10.1074/jbc.M002941200. PMID 10831593.
- Loew D, Perrault C, Morales M, Moog S, Ravanat C, Schuhler S, Arcone R, Pietropaolo C, Cazenave JP, van Dorsselaer A, Lanza F. Proteolysis of the exodomain of recombinant protease-activated receptors: prediction of receptor activation or inactivation by MALDI mass spectrometry. Biochemistry. September 2000, s. 10812–22. doi:10.1021/bi0003341. PMID 10978167.
- Knight DA, Lim S, Scaffidi AK, Roche N, Chung KF, Stewart GA, Thompson PJ. Protease-activated receptors in human airways: upregulation of PAR-2 in respiratory epithelium from patients with asthma. The Journal of Allergy and Clinical Immunology. November 2001, s. 797–803. doi:10.1067/mai.2001.119025. PMID 11692107.
- Miike S, McWilliam AS, Kita H. Trypsin induces activation and inflammatory mediator release from human eosinophils through protease-activated receptor-2. Journal of Immunology. December 2001, s. 6615–22. doi:10.4049/jimmunol.167.11.6615. PMID 11714832.
- Asokananthan N, Graham PT, Fink J, Knight DA, Bakker AJ, McWilliam AS, Thompson PJ, Stewart GA. Activation of protease-activated receptor (PAR)-1, PAR-2, and PAR-4 stimulates IL-6, IL-8, and prostaglandin E2 release from human respiratory epithelial cells. Journal of Immunology. April 2002, s. 3577–85. doi:10.4049/jimmunol.168.7.3577. PMID 11907122.
- Wong DM, Tam V, Lam R, Walsh KA, Tatarczuch L, Pagel CN, Reynolds EC, O'Brien-Simpson NM, Mackie EJ, Pike RN. Protease-activated receptor 2 has pivotal roles in cellular mechanisms involved in experimental periodontitis. Infection and Immunity. February 2010, s. 629–38. doi:10.1128/IAI.01019-09. PMID 19933835.